# Винсент Риган
Винсент Риган (енгл. Vincent Regan; рођен у Свонзију, Гламорган, 16. маја 1965), велшки је телевизијски, позоришни и филмски глумац. Глумио је у филмовима као што су Троја, 300: Битка код Термопила и Јованка Орлеанка. Играо је мање улоге у популарним филмовима као што су Верни Дени, Борба титана и Аквамен и изгубљено краљевство. Глумио је и у серијама Камелот, Љубавнице, Валандер и Империја.